# Hoo St Werburgh

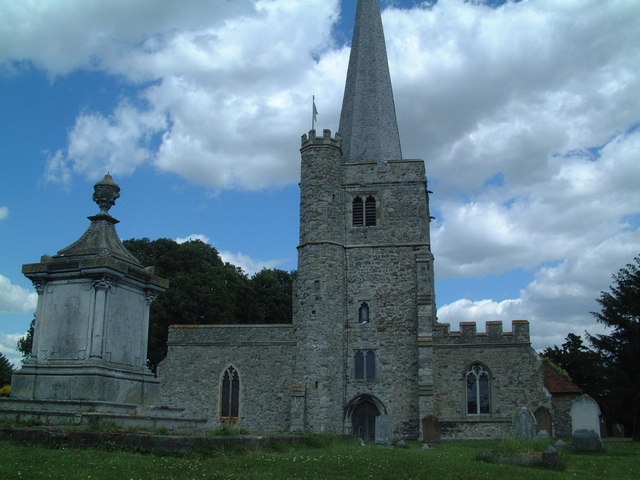
la chiesa parrocchiale di Hoo St Werburgh (XIII secolo)

Hoo St Werburgh è villaggio con status di parrocchia civile dalla costa sud-orientale dell'Inghilterra, facente parte della contea del Kent e del distretto di Medway e situato nella penisola di Hoo (Hoo Peninsula) e lungo l'estuario del fiume Medway. Con una popolazione di circa 6.000 abitanti, è la più popolosa parrocchia civile del distretto di Medway.

## Etimologia
Il nome St Werburgh fa riferimento ad una principessa sassone che ebbe legami con il Kent e con questo villaggio in modo particolare.

## Geografia fisica

### Collocazione
Il villaggio di Hoo St Werburgh si trova a circa 7,5 km a nord-est di Rochester. È situato lungo la riva settentrionale del fiume Medway  (che bagna la parte meridionale del villaggio), nel tratto più elevato della penisola di Hoo, che coincide con la Beacon Hill.

## Società

### Evoluzione demografica
Al censimento del 2011, la parrocchia civile di Hoo St Werburgh contava una popolazione pari a 6.113 abitanti. Ha conosciuto quindi un sensibile aumento demografico rispetto al 2001, quando contava 5.260 abitanti e al 1991, quando ne contava invece 5.262.

## Storia
La località fu menzionata già nel Domesday Book (XI secolo) come Hou.
Il villaggio era conosciuto solamente come Hoo fino al 1968, anno in cui la parrocchia civile incorporò anche il villaggio di Chattenden. Assunse ufficialmente il nome di Hoo St Werburgh il 10 settembre 1968.

## Monumenti e luoghi d'interesse

### Chiesa parrocchiale
Tra gli edifici storici di Hoo St Werburgh, figura la chiesa parrocchiale, risalente in gran parte al XIII secolo.

### Meadow House
Altro edificio d'interesse è la Meadow House, risalente al 1710.

### Ivy House
Altro edificio storico è la Ivy House, risalente al 1787.